# Varvárovka (Sochi, Krasnodar)
Varvárovka (del ruso: Варва́ровка) es un seló del distrito de Lázarevskoye de la unidad municipal de la ciudad de Sochi del krai de Krasnodar, en el sur de Rusia. Está situado en las colinas entre los cursos medios de los ríos Vostochni Dagomýs y Mamaika, 12 km al norte de Sochi y 160 km al sureste de Krasnodar, la capital del krai. Tenía 281 habitantes en 2010.
Pertenece al ókrug rural Vólkovski.

## Historia
Perteneció entre el 26 de diciembre de 1962 y el 16 de enero de 1965 al raión de Tuapsé.